# 黑白森莺
黑白森莺（学名：Mniotilta varia）是属于雀形目森莺科黑白森莺属（Mniotilta）的鸣禽，也是该属的唯一种。
黑白森莺在北美洲东部与北部繁殖，冬季则南迁至佛罗里达、中美洲、西印度群岛等地，最南可至秘鲁。偶尔亦会到达西欧。
其体长约为12厘米、重约11克。雄鸟夏羽有明显的黑白条纹，翅膀则为黑色带两条白杠。雌鸟与幼鸟类似，但颜色更加暗淡。